# Coelurotricha imitans
Coelurotricha imitans är en fjärilsart som beskrevs av Paul Dognin 1913. Coelurotricha imitans ingår i släktet Coelurotricha och familjen Uraniidae. Inga underarter finns listade i Catalogue of Life.